# Нерозлучник гвінейський
Нерозлучник гвінейський (Agapornis pullarius) — птах родини папугових.

## Зовнішній вигляд
Нерозлучник гвінейський — маленький папуга міцної статури. Довжина тіла 15 см, хвоста 5 см. Основне забарвлення трав'янисто-зеленого кольору, горло, щоки в передній частині, потилиця і лоб мають яскраво-оранжеве забарвлення. Внутрішня частина крил чорного кольору. Верхні пір'я, що покривають хвіст — блакитного кольору, біля основи вони червоні, а на кінцях жовтувато-зелені. Кільця навколо очей жовтувато-білі або біло-блакитні.

## Поширення
Мешкає у країнах Сьєрра-Леоне,  Ефіопії,  Танзанії і на острові Сан-Томе.

## Спосіб життя
Населяють савани з низькорослими деревами. Зустрічаються, але дуже рідко, і в високостовбурних лісах. Зазвичай селяться на узліссях або на вирубках. Тримаються зграями до 20 птахів.

## Розмноження
Гніздяться в термітниках або в земляних пагорбах. Самка робить хід довжиною до 30 см, а в дальньому кінці робить розширення — гніздову камеру.

## Класифікація
Вид включає 2 підвиди:
- Agapornis pullarius pullarius (Linnaeus, 1758)
- Agapornis pullarius ugandae (Нейман, 1908)